# Frankenia laevis
Frankenia laevis — вид гвоздикоцвітих рослин родини Frankeniaceae.

## Морфологія
Вічнозелена рослина з гілками до 40 см, деревна біля основи. Листи 2,5–4,5 (-8) х 0,5–0,7 (-2) мм, лінійні, звужені до короткого черешка. Пелюстки (4,5) 6,5–7 мм, обернено-яйцеподібні, від рожевого до фіолетового. Капсула 2,5–3 мм. Цвіте з березня по листопад.

## Поширення
Полюбляє гальку, морський пісок, сухі солончаки. Уродженець Мадейри (Португалія). Поширений в Португалії, Гібралтарі, Іспанії, Франції, Італії, рідкісний у Великій Британії. Населяє північ Африки, пд.-зх. Східної Азії.

## Галерея

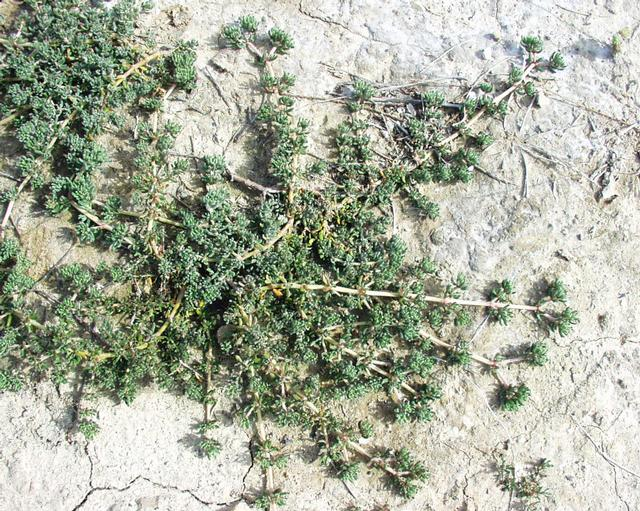
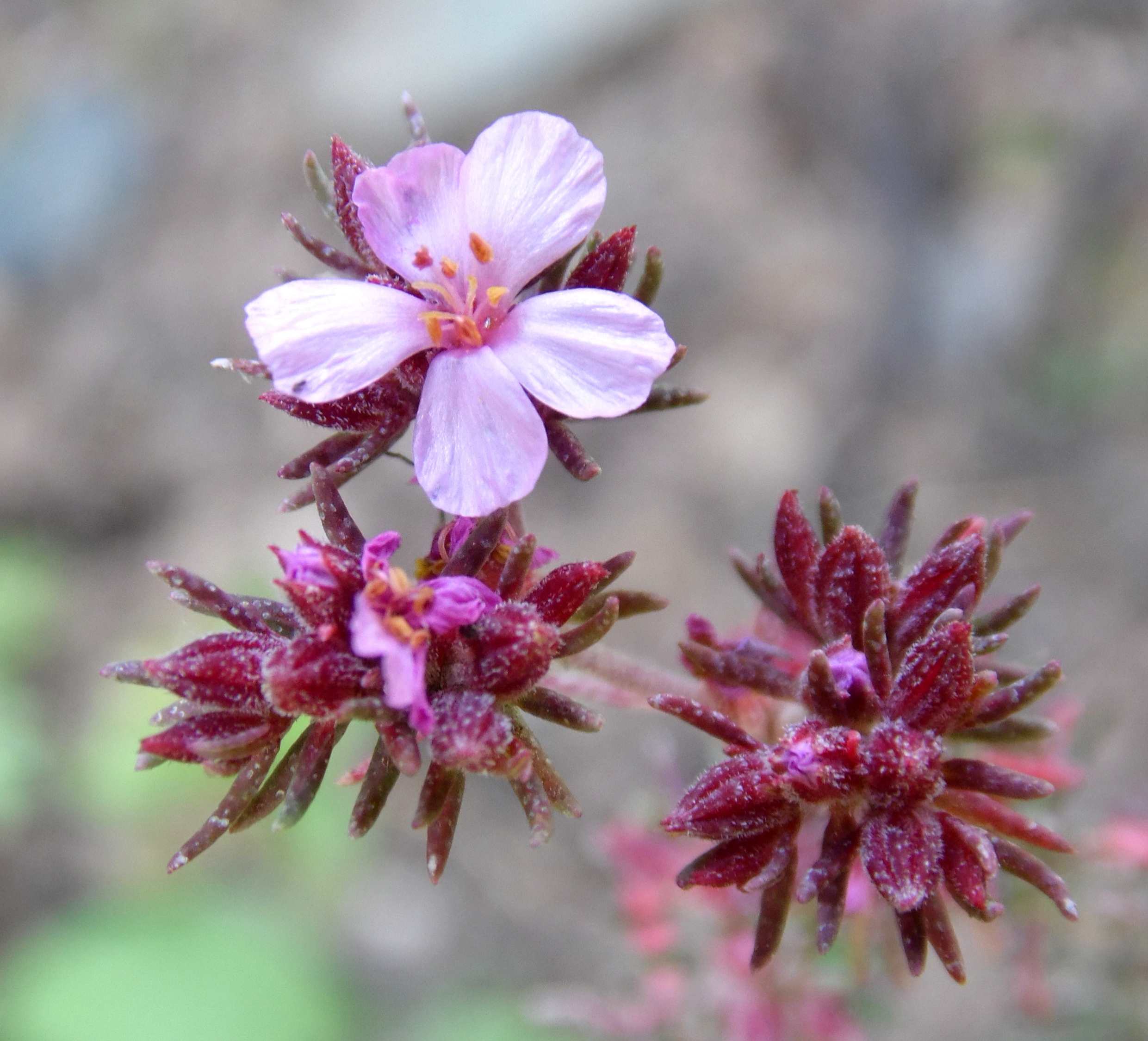

| Гібіскус | Це незавершена стаття про квіткові рослини. Ви можете допомогти проєкту, виправивши або дописавши її. |